# Atelier ter Bekke & Behage
L'Atelier ter Bekke & Behage est un atelier de création en design graphique fondé en 1997 par les graphistes néerlandais Evelyn ter Bekke et Dirk Behage.
Evelyn ter Bekke, née en 1966, a étudié le graphisme à l'Akademie voor Kunst en Vormgeving St. Joost, à Breda aux Pays-Bas. Elle réside à Paris depuis 1996. Dirk Behage, né en 1962, formé à l'Academie Minerva de Groningen, aux Pays-Bas, est venu intégrer le collectif Grapus à Paris en 1987, avant de co-fonder l'Atelier de Création Graphique avec Pierre Bernard et Fokke Draaijer. À partir de 1991, il enseigne à l'École nationale supérieure des Arts décoratifs.

Tous deux sont membres de l'Alliance Graphique Internationale depuis 2010,.
L'atelier Bekke & Behage est connu pour son travail dans les domaines de l'identité visuelle, de la création de caractères, de l'édition, de la signalétique et de la scénographie, pour le Théâtre de la Colline, le théâtre de l'Odéon, la Maison européenne de la photographie, le Musée national de la Préhistoire, le Musée national Adrien Dubouché